# Ладейная гора
Ладейная гора — геологический разрез, обнажения горных пород вдоль левого берега реки Косьвы и в устье Ладейного Лога на территории города Губахи в Пермском крае, Россия. Ландшафтный памятник природы Пермского края. На территории памятника природы отмечены такие редкие виды растений как тимьян малолистный, шиверекия подольская, астра альпийская, козелец Рупрехта, вудсия гладковатая, родиола розовая, цицербита уральская, костенец зелёный, дремлик тёмно-красный.